# Dialed Number Identification Service
DNIS, Dialed Number Identification Serice (англ. Служба идентификации набранного номера) — это услуга, предлагаемая телекоммуникационными компаниями корпоративным клиентам, которая идентифицирует первоначально набранный телефонный номер входящего вызова. Клиент с подключённой услугой может использовать эту информацию для маршрутизации вызовов к внутренним адресатам (в том числе в Call-центре) или активации специальной службы автоматической обработки вызовов.
Таким образом, вызовы поступают в одну и ту же систему обработки телефонных вызовов, но в зависимости от набранного номера, входящий вызов обрабатывается по разному.
Для службы DNIS телефонная компания обычно отправляет последовательность из четырёх-десяти цифр во время установки вызова.
Услуга прямого входящего набора (DID) также предоставляет DNIS.
Например, у компании может быть свой номер бесплатного телефона для каждой линейки продаваемых продуктов или для многоязычной службы поддержки клиентов .
Если колл-центр обрабатывает вызовы для нескольких линеек продуктов, корпоративная телефонная система, принимающая вызов, анализирует сигнализацию DNIS и может воспроизводить соответствующее записанное приветствие. Для систем интерактивного голосового ответа (IVR) DNIS используется в качестве маршрутной информации для целей диспетчеризации, чтобы определить, какой сценарий или услугу следует активировать на основе номера, набранного для доступа к платформе IVR.
В Соединенных Штатах DNIS обычно предоставляется для услуг 800 и 900.